# ناحیه امپایر، میشیگان
ناحیه امپایر (به انگلیسی: Empire Township) یک منطقهٔ مسکونی در ایالات متحده آمریکا است که در Leelanau County واقع شده‌است.
 ناحیه امپایر ۱۱۰٫۹ کیلومتر مربع مساحت و ۱٬۰۸۵ نفر جمعیت دارد و ۲۹۳ متر بالاتر از سطح دریا واقع شده‌است.